# Phytocoris insignis
Phytocoris insignis is een wants uit de familie van de blindwantsen (Miridae). De soort werd het eerst wetenschappelijk beschreven door Odo Reuter in 1876.

## Uiterlijk
De roodachtig getekende, geelrode blindwants is macropteer en kan 5 tot 7 mm lang worden. De voorvleugels zijn onregelmatig roodbruin gevlekt, het uiteinde van het verharde deel van de vleugels (cuneus) is geel met erboven een vierhoekige vlek. Vaak lopen er twee roodachtige strepen in de lengte over de kop en het halsschild. Het halsschild heeft een bruine band op de achterkant. Het kleurloos doorzichtige deel van de voorvleugels heeft grijze vlekjes. De opvallend lange pootjes zijn geel of wit met roodbruin gevlekte dijen. Het eerste segment van de lichte antennes is vaak bruin gevlekt. De haartjes op het eerste segment zijn korter dan de dikte van dit segment. Soms hebben het tweede en derde segment een lichte ring. Phytocoris insignis lijkt erg veel op Phytocoris varipes. Alleen onderzoek van de mannelijke genitaliën kan uitsluitsel geven over welke soort het gaat.

## Leefwijze
De soort komt als eitje de winter door en er is een enkele generatie per jaar. De wantsen zijn in juni volwassen en kunnen dan tot september worden gevonden in zonnige heidegebieden op dophei (Erica tetralix), brem (Cytisus scoparius) en struikheide (Calluna vulgaris) waar ze zuigen aan de bloemetjes en de onrijpe zaken en af en toe kleine insecten vangen.

## Leefgebied
De soort is in Nederland zeldzaam en komt niet voor langs de kust en in het noorden. Verder is het verspreidingsgebied Palearctisch, van Europa tot China en Siberië in Azië.